# Бургшталль (Оре)
Бургшталль (нем. Burgstall) — община в Германии, в земле Саксония-Анхальт.
Входит в состав района Оре. Подчиняется управлению Эльбе-Хайде. Население составляет 1655 человек (на 31 декабря 2010 года). Занимает площадь 34,15 км².